# Na Trioblóidí
"Na Trioblóidí" (irlandês para Os Problemas) é o décimo terceiro e último episódio da segunda temporada da série de televisão dramática Sons of Anarchy. O final da temporada e o 26º episódio no total, foi ao ar na FX em 1 de dezembro de 2009. O episódio foi escrito e dirigido por Kurt Sutter, o criador original da série.
Este episódio marca a última aparição de Johnny Lewis (Half-Sack Epps), Adam Arkin (Ethan Zobelle), Henry Rollins (A.J. Weston) e Sarah Jones (Polly Zobelle).

## Enredo
Stahl ordena a libertação de Zobelle da prisão, pois ele é um informante do FBI com informações sobre vários jogadores importantes no governo e na Irmandade Ariana. Zobelle recusa escolta policial, e os Mayans chegam a Charming para proteger seu investimento nele. Os planos de Zobelle de deixar a cidade são adiados enquanto Polly se despede de Edmond. Weston também é libertado, pois o depoimento de Chuck é considerado não confiável por ser um ex-presidiário. Weston recupera seus filhos da custódia do estado e usa a presença deles para se proteger da retaliação do SAMCRO. O SAMCRO consegue isolá-lo no banheiro de um estúdio de tatuagem, onde Jax o mata com uma pistola silenciada.
Cameron Hayes liga para seu filho Edmond e ordena que ele mate a agente Stahl para provar sua lealdade ao IRA. Edmond pega uma arma escondida em seu banheiro, mas falha em executá-la. Stahl o mata quando ele tenta fugir e, em seguida, manda uma mensagem de texto para Cameron de seu celular alegando que o serviço foi feito.
Enquanto isso, Gemma vê Polly fazendo compras de flores e a segue até a casa de Edmond. Polly entra e vê o corpo de Edmond, e quando Gemma entra com sua arma em punho, Polly assume que Gemma matou Edmond e tenta atirar nela. Gemma atira em Polly no peito antes que esta possa atirar, matando-a, e Stahl aparece, oferecendo a Gemma a chance de escapar antes de ser perseguida. Ao se virar para sair, Stahl joga para Gemma sua própria pistola de 9mm, e Gemma a pega instintivamente. Stahl aponta a arma de Polly para Gemma e ordena que ela largue a arma; Stahl planeja usar as impressões digitais de Gemma para incriminá-la por ambas as mortes. Gemma chama Unser, que a busca antes que a ATF possa chegar.
Zobelle e os Mayans partem sem Polly; o SAMCRO parte em perseguição. Quando Stahl relata o assassinato de Polly e Edmond pelo rádio, Cameron Hayes ouve o relatório em um scanner da polícia. Buscando vingança, ele vai até a casa de Jax, rende Tara e sequestra Abel. Quando Half-Sack tenta impedi-lo, ele é esfaqueado no estômago. Jax chega e encontra Sack morto, Tara amarrada e Abel desaparecido. Ele chama Clay, que reúne o restante dos homens que perseguem Zobelle para resgatar seu neto. Eles perseguem Hayes até uma marina, mas é tarde demais: Hayes já partiu em seu barco de tráfico de armas, levando Abel consigo.

## Produção
O título do episódio, "Na Trioblóidí", significa "Os Problemas" em irlandês; um conflito etnonacionalista que durou três décadas na Irlanda do Norte entre nacionalistas, lealistas e as Forças Armadas Britânicas, ocorrido entre o final dos anos 1960 e o final dos anos 1990. O IRA retratado na série é uma versão ficcionalizada de um grupo paramilitar republicano dissidente chamado Real IRA; um grupo dissidente que foi criado após o Exército Republicano Irlandês Provisório ter um cessar-fogo no final do conflito.
Kurt Sutter, escritor e criador da série, afirmou que Half-Sack foi morto porque Johnny Lewis queria sair da série devido a diferenças criativas; "Decidimos encontrar uma forma nobre para que ele partisse. Não foi minha intenção tentar ser sensacionalista e matar um personagem principal."

## Recepção

### Recepção crítica
Antes da exibição da terceira temporada, o IGN classificou as mortes de Polly Zobelle e Edmond Hayes em 5º lugar, enquanto a morte de A.J. Weston foi eleita a 2ª melhor em "As Melhores Mortes de Sons of Anarchy", segundo o IGN. O IGN comentou sobre a morte de Weston, dizendo: "O momento final de Rollins com seu filho, onde ele diz ao menino para ser corajoso por seu irmão e que sempre os amou, foi um twist maravilhosamente complicado em um personagem fácil de odiar. E então ele apenas fica sentado na cabine do banheiro - nossa última visão dele são suas botas ainda apoiadas no assento do vaso. Mesmo na morte, ele está rígido e sem relaxar. Porque ele era um personagem tão incrível, odiei ver Weston morrer, mas neste caso, o ditado é verdadeiro: é melhor queimar do que desaparecer."

### Audiência
O episódio teve 4,33 milhões de telespectadores em sua exibição original nos Estados Unidos.